# Кауе
Кауѐ (на португалски: Caué) е един от 7-те окръга на Сао Томе и Принсипи. Разположен е на остров Сао Томе. Столицата на Кауе е град Сао Жоао дош Анголареш. Площта му е 267 квадратни километра, а населението – 7523 души (по изчисления за май 2020 г.). По-голямата част от Кауе е недостъпна за автомобили. Заета е от дъждовни гори, като обработваеми земи има само в долинните райони. Окръг Кауе включва малкото островче Ролас, разположено точно на екватора.
Изменение на населението на окръга
- 1940 6675 (11,0% от цялото население)
- 1950 6942 (11,6% от цялото население)
- 1960 5874 (9,1% от цялото население)
- 1970 3757 (5,1% от цялото население)
- 1981 4607 (4,8% от цялото население)
- 1991 5322 (4,5% от цялото население)
- 2001 5501 (4,0% от цялото население)

## Транспорт
Окръга е свързан с пътя, който обикаля целия остров Сао Томе, като този път го свързва с градовете Невеш и Сантана. Повечето от останалите пътища са много тесни, неасфалтирани и трудно достъпни. Пътища през планината няма.

## Други
В Кауе има няколко училища, няколко площада, пристанище, много църкви и плажове. Въпреки това окръга остава много изостанал и недоразвит.